# Thyridium (schimmel)
Thyridium of muurspoorbolletje is een geslacht van schimmels behorend tot de familie Thyridiaceae. De wetenschappelijke naam van het geslacht werd voor het eerst in 1867 geldig gepubliceerd door Nitschke.

## Soorten
- Thyridium vestitum (Loofbosmuurspoorbolletje)